# 沙坝乡 (广元市)
沙坝乡，是中华人民共和国四川省广元市昭化区曾经下辖的一个乡。2019年12月，撤销沙坝乡，将其所属行政区域划归红岩镇管辖。

## 行政区划
沙坝乡撤销前下辖以下地区：
沙坝乡社区、照壁村、红寨村、双狮村和长梁村。